# العبادية جارية المعتضد
العبادية كانت جارية وشاعرة وأديبة من أديبات الأندلس.

## سيرتها
كانت العبادية جارية مملوكة للمعتضد بن عباد ملك اشبيلية ووالد المعتمد بن عباد بعد أن أهداها له مجاهد العامري، وقد سميت بالعبادية نسبة للمعتضد بن عباد. كانت العبادية شاعرة وأديبة فصيحة اللسان وحاضرة البديهة فكانت ترتجل الشعر ببراعة، وقد حكى عنها أحمد المقري التلمساني في كتابه نفح الطيب من غصن الأندلس الرطيب أن المعتضد بن عباد دخل إليها ذات مرة ووجدها نائمة في الفراش فقال:
تنام ومدنفها يسهر ... وتصبر عنه ولا يصبر
فكان من شدة حضور بديهتها أن أجابته بالشعر، فقالت:
لئن دام هذا وهذا له ... سيهلك وجدا ولا يشعر